# Делатр, Франсуа
Франсуа Делатр (фр. François Delattre) — французский дипломат.

## Биография
Обучался в Институте политических исследований в Париже и ENA, имеет степень в области международного права.
На дипломатической службе с 1989 года.
В 1998—2002 годах директор по делам печати и связи посольства Франции в Вашингтоне. В 2002—2004 годах заместитель директора канцелярии министра иностранных дел. В 2004—2008 годах французский генеральный консул в Нью-Йорке. В 2008—2011 годах посол Франции в Канаде. В 2011—2014 годах посол Франции в США. С 2014 по 2019 год постоянный представитель Франции в ООН.
С 30 августа 2022 года — посол Франции в Германии.